# Sri-lankische Cricket-Nationalmannschaft in den West Indies in der Saison 2020/21
Die Tour der sri-lankischen Cricket-Nationalmannschaft auf die West Indies in der Saison 2020/21 fand vom 3. März bis zum 2. April 2021 statt. Die internationale Cricket-Tour war Bestandteil der Internationalen Cricket-Saison 2020/21 und umfasste zwei Tests, drei ODIs und drei Twenty20s. Die Tests waren Teil der ICC World Test Championship 2019–2021 und die ODIs Teil der ICC Cricket World Cup Super League 2020–2023. Die West Indies gewannen die ODI-Serie 3–0 und die Twenty20-Serie 2–1, die Test-Serie endete 0–0 unentschieden.

## Vorgeschichte
Die West Indies spielten zuvor eine Tour in Bangladesch, Sri Lanka eine Tour gegen England. Das letzte Aufeinandertreffen der beiden Mannschaften bei einer Tour fand in der Saison 2019/20 in Sri Lanka statt.

## Stadien
Die folgenden Stadien wurden für die Tour als Austragungsort vorgesehen.
| Stadt       | Land                | Stadion                     | Kapazität | Spiele                    |
| ----------- | ------------------- | --------------------------- | --------- | ------------------------- |
| Coolidge    | Antigua und Barbuda | Coolidge Cricket Ground     | 5.000     | 1. – 3. T20               |
| North Sound | Antigua und Barbuda | Sir Vivian Richards Stadium | 10.000    | 1. & 2. Test; 1. – 3. ODI |

## Kaderlisten
Sri Lanka benannte seine Limited-Overs-Kader am 23. Februar und seinen Test-Kader am 17. März 2021.
Die West Indies benannten ihren Twenty20-Kader am 26. Februar und ihren Test-Kader am 17. März 2021.
| Test | Test | ODI | ODI | Twenty20 | Twenty20 |
| West Indies | Sri Lanka | West Indies | Sri Lanka | West Indies | Sri Lanka |
| --- | --- | --- | --- | --- | --- |
| - Kraigg Brathwaite (K) - Jermaine Blackwood (VK) - Nkrumah Bonner - Darren Bravo - John Campbell - Rahkeem Cornwall - Joshua Da Silva (wk) - Shannon Gabriel - Jason Holder - Alzarri Joseph - Kyle Mayers - Kemar Roach - Jomel Warrican | - Dimuth Karunaratne (K) - Dushmantha Chameera - Dinesh Chandimal - Dhananjaya de Silva - Niroshan Dickwella (wk) - Lasith Embuldeniya - Asitha Fernando - Oshada Fernando - Vishwa Fernando - Wanindu Hasaranga - Suranga Lakmal - Angelo Mathews - Ramesh Mendis - Pathum Nissanka - Dasun Shanaka - Roshen Silva - Lahiru Thirimanne | - Kieron Pollard (K) - Shai Hope (VK, wk) - Fabian Allen - Darren Bravo - Jason Holder - Akeal Hosein - Alzarri Joseph - Evin Lewis - Kyle Mayers - Jason Mohammed - Anderson Phillip - Nicholas Pooran (wk) - Romario Shepherd - Kevin Sinclair | - Dimuth Karunaratne (K) - Ashen Bandara - Dushmantha Chameera - Dinesh Chandimal (wk) - Akila Dananjaya - Niroshan Dickwella (wk) - Oshada Fernando - Asitha Fernando - Wanindu Hasaranga - Danushka Gunathilaka - Lahiru Kumara - Suranga Lakmal - Dilshan Madushanka - Angelo Mathews - Kamindu Mendis - Ramesh Mendis - Pathum Nissanka - Thisara Perera - Nuwan Pradeep - Lakshan Sandakan - Dasun Shanaka | - Kieron Pollard (K) - Nicholas Pooran (VK, wk) - Fabian Allen - Dwayne Bravo - Fidel Edwards - Andre Fletcher (wk) - Chris Gayle - Jason Holder - Akeal Hosein - Evin Lewis - Obed McCoy - Rovman Powell - Lendl Simmons - Kevin Sinclair | - Angelo Mathews (K) - Dasun Shanaka (K) - Ashen Bandara - Dushmantha Chameera - Dinesh Chandimal (wk) - Akila Dananjaya - Niroshan Dickwella (wk) - Oshada Fernando - Asitha Fernando - Wanindu Hasaranga - Danushka Gunathilaka - Dimuth Karunaratne - Lahiru Kumara - Suranga Lakmal - Dilshan Madushanka - Kamindu Mendis - Ramesh Mendis - Pathum Nissanka - Thisara Perera - Nuwan Pradeep - Lakshan Sandakan |

## Twenty20 Internationals

### Erstes Twenty20 in Coolidge
| 3. März Scorecard | Coolidge | Sri Lanka 131-9 (20)              | – | West Indies 134-6 (13.1) |
|                   |          | West Indies gewinnt mit 4 Wickets |   |                          |

Die West Indies gewannen den Münzwurf und entschieden sich als Feldmannschaft zu beginnen. Als Spieler des Spiels wurde Kieron Pollard ausgezeichnet.

### Zweites Twenty20 in Coolidge
| 5. März Scorecard | Coolidge | Sri Lanka 160-6 (20)          | – | West Indies 117 (18.4) |
|                   |          | Sri Lanka gewinnt mit 43 Runs |   |                        |

Sri Lanka gewann den Münzwurf und entschieden sich als Schlagmannschaft zu beginnen. Als Spieler des Spiels wurde PWH de Silva ausgezeichnet.

### Drittes Twenty20 in Coolidge
| 7. März Scorecard | Coolidge | Sri Lanka 131-4 (20)              | – | West Indies 134-7 (19) |
|                   |          | West Indies gewinnt mit 3 Wickets |   |                        |

Sri Lanka gewann den Münzwurf und entschieden sich als Schlagmannschaft zu beginnen. Als Spieler des Spiels wurde Fabian Allen ausgezeichnet.

## One-Day Internationals

### Erstes ODI in North Sound
| 10. März Scorecard | North Sound | Sri Lanka 232 (49)                | – | West Indies 236-2 (47) |
|                    |             | West Indies gewinnt mit 8 Wickets |   |                        |

Sri Lanka gewann den Münzwurf und entschieden sich als Schlagmannschaft zu beginnen. Als Spieler des Spiels wurde Shai Hope ausgezeichnet.

### Zweites ODI in North Sound
| 12. März Scorecard | North Sound | Sri Lanka 273-8 (50)              | – | West Indies 274-5 (49.4) |
|                    |             | West Indies gewinnt mit 5 Wickets |   |                          |

West Indies gewannen den Münzwurf und entschieden sich als Feldmannschaft zu beginnen. Als Spieler des Spiels wurde Evin Lewis ausgezeichnet.

### Drittes ODI in North Sound
| 14. März Scorecard | North Sound | Sri Lanka 274-6 (50)              | – | West Indies 276-5 (48.3) |
|                    |             | West Indies gewinnt mit 5 Wickets |   |                          |

West Indies gewannen den Münzwurf und entschieden sich als Feldmannschaft zu beginnen. Als Spieler des Spiels wurde Darren Bravo ausgezeichnet.

## Tests

### Erster Test in North Sound
| 21. – 25. März Scorecard | North Sound | Sri Lanka 169 (69.4) & 476 (149.5) | – | Pakistan 271 (103) & 236-4 (100) |
|                          |             | Remis                              |   |                                  |

West Indies gewannen den Münzwurf und entschieden sich als Feldmannschaft zu beginnen. Als Spieler des Spiels wurde Nkrumah Bonner ausgezeichnet.

### Zweiter Test in North Sound
| 29. März – 2. April Scorecard | North Sound | West Indies 354 (111.1) & 280-4d (72.4) | – | Sri Lanka 258 (107) & 193 (79) |
|                               |             | Remis                                   |   |                                |

Sri Lanka gewann den Münzwurf und entschied sich als Feldmannschaft zu beginnen. Als Spieler des Spiels wurde Kraigg Brathwaite ausgezeichnet.

## Auszeichnungen

### Player of the Series
Als Player of the Series wurden der folgende Spieler ausgezeichnet.
| Serie    | Player of the Series |
| -------- | -------------------- |
| Test     | Suranga Lakmal       |
| ODI      | Shai Hope            |
| Twenty20 | –                    |

### Player of the Match
Als Player of the Match wurden die folgenden Spieler ausgezeichnet.
| Spiel       | Player of the Match |
| ----------- | ------------------- |
| 1. Test     | Nkrumah Bonner      |
| 2. Test     | Kraigg Brathwaite   |
| 1. ODI      | Shai Hope           |
| 2. ODI      | Evin Lewis          |
| 3. ODI      | Darren Bravo        |
| 1. Twenty20 | Kieron Pollard      |
| 2. Twenty20 | PWH de Silva        |
| 3. Twenty20 | Fabian Allen        |